# 천순 (명)
천순(天順, 1457년 1월 ~ 1464년)은 명나라 영종(英宗) 천순제(天順帝)의 연호이다. 7년 11개월 가량 사용하였다.

## 개원
- 경태(景泰) 8년 1월 21일[1](율리우스력 1457년 2월 15일)에 태상황 영종(英宗)의 복위 후, 연호를 천순(天順)으로 개원함.[2][3][4]

- 천순(天順) 8년 1월 22일[5](율리우스력 1464년 2월 28일)에 연호를 성화(成化)로 정하고, 다음 해 1월 1일[6](율리우스력 1465년 1월 27일)에 개원함.[7][8][4]

## 연대 대조표
| 천순 | 서기(西紀) | 간지(干支) |
| 원년 | 1457년     | 정축(丁丑) |
| 2년  | 1458년     | 무인(戊寅) |
| 3년  | 1459년     | 기묘(己卯) |
| 4년  | 1460년     | 경진(庚辰) |
| 5년  | 1461년     | 신사(辛巳) |
| 6년  | 1462년     | 임오(壬午) |
| 7년  | 1463년     | 계미(癸未) |
| 8년  | 1464년     | 갑신(甲申) |

## 동시대 연호

### 중국
- 왕빈(王斌) 천수(天綉) (1457년)
- 이첨보(李添保) 무열(武烈) (1460년)

### 몽골
- 오이라트 에센(衛拉特 也先) 첨원(添元) (1453년 ~ 1457년)

### 베트남
- 지엔닌(延寧) (1454년 ~ 1459년)
- 티엔흥(天興) (1459년 ~ 1460년)
- 꽝투언(光順) (1460년 ~ 1469년)

### 일본
- 고쇼(康正) (1455년 ~ 1457년)
- 조로쿠(長祿) (1457년 ~ 1460년)
- 간쇼(寬正) (1460년 ~ 1466년)

## 같이 보기
- 다른 왕조의 같은 연호
  - 리 왕조(李朝) 티엔투언(天順, 1128년 ~ 1133년)
  - 원(元) 천순(天順, 1328년)

- 중국의 연호 목록